# روبرتو پیستوره
روبرتو پیستوره (ایتالیایی: Roberto Pistore؛ زادهٔ ۲۰ مهٔ ۱۹۷۱ ‏(۵۳ سال)) دوچرخه‌سوار اهل ایتالیا است.